# Gonzalo Rico Avello
Gonzalo Rico-Avello y García de Lañón (Luarca, Concejo de Valdés, Asturias, 12 de junio de 1912 – Madrid, 30 de agosto de 1994), fue un jurista, escritor y político español.

## Biografía
Nació en Luarca el 19 de junio de 1912.
Fue hijo de José Rico y García de Lañón, alcalde de Luarca durante la Restauración borbónica en España, y de Dolores Avello y Suárez Valdés, pertenecientes a familias de la hidalguía del Concejo de Valdés, que ejercieron durante el antiguo régimen los cargos por el estamento noble del Concejo. 
Los Rico detentaron el oficio de Regidor perpetuo, del que fue último poseedor su bisabuelo, José Antonio Rico de Villademoros, Escribano y dueño de la aldea de Ribón en Cadavedo y los Avello, dada su tradición jurídica, el de Juez Noble, del que fue último poseedor su tatarabuelo, Manuel José Avello y Valdés, quien tuvo un destacado papel político como vocal por Luarca en la Junta Superior de Asturias y comandante general de Alarma del Concejo de Valdés, durante la guerra de la Independencia española.

### Formación
Cursó el Bachillerato por enseñanza libre examinándose en el Instituto de Oviedo. Estudia Leyes en la Facultad de Derecho de la Universidad de Oviedo, siendo Premio Extraordinario de Licenciatura en 1931. Durante la carrera pronuncia conferencias, colabora en los periódicos locales y traduce la obra de André Fugier, La Junta Superior de Asturias y la invasión francesa, que publicó la Diputación Provincial de Oviedo. En 1930 escribe la obra inédita En torno al suicidio, en la que aborda su tratamiento desde el punto de vista jurídico.  
En septiembre de 1933 se doctora en Derecho en la Universidad Central de Madrid, con su tesis Los Prisioneros de Guerra, obra inédita que constituye el único tratado hasta la actualidad sobre la materia desde la óptica de la Historia del Derecho.

### Carrera profesional y política
En 1932 fue nombrado Secretario General de la Cámara Oficial Minera de Asturias, actuando como asesor jurídico y económico en la organización, explotación y defensa de la riqueza minera, así como en las relaciones con el Gobierno de la nación para la ordenación de la industria. También fue nombrado Secretario del Sindicato Carbonero Asturiano, organismo oficial que agrupó a todas las empresas minero-carboneras de Asturias, con una producción media anual de cuatro millones de toneladas y treinta mil mineros empleados. Durante este período también impartió clases de Derecho Internacional en la Universidad de Oviedo.
Empieza a ejercer su profesión de abogado, actuando desde entonces como Letrado y Secretario del Consejo de Administración  de varias sociedades, entre otras de Duro Felguera, de la Real Compañía Asturiana de Minas o de la Compañía Eléctrica de Langreo.
En marzo de 1936, coincidiendo con el cese como ministro de Hacienda de su hermano mayor, Manuel Rico Avello, quien antes había desempeñado la Alta Comisaría de España en Marruecos y el Ministerio de la Gobernación, y que a la sazón era todavía Diputado a Cortes, planifica con él la apertura de despacho profesional en Madrid, circunstancia que se truncaría con el trágico asesinato de su hermano en Madrid, al principio de la guerra civil española. 
El 23 de abril de 1936 se reunió con el Jefe del Gobierno Manuel Azaña a quien presentó en nombre de los citados organismos, un informe de su autoría en el que se requería al Gobierno para que garantizase la seguridad jurídica y la estabilidad necesarias para el sostenimiento de la riqueza industrial de Asturias.
Participaría activamente en el sitio de Oviedo (1936), habiendo sido Capitán de Artillería del Cuerpo de Ejército de Galicia. 
En enero de 1937 fue nombrado Jefe de Prensa y Propaganda del Gobierno General de Asturias por el General Antonio Aranda Mata y subdelegado provincial del Estado para Prensa y Propaganda de La Coruña. Posteriormente y por Decreto dado en Salamanca el 11 de agosto de 1937, fue nombrado Subdelegado Regional del Estado para Prensa y Propaganda, organismo dependiente de la Secretaría General del Jefe del Estado, con ámbito de actuación en Galicia, Asturias y León (España). Tuvo bajo su mando a las seis Subdelegaciones Provinciales del territorio de la VIII Región Militar: La Coruña, Lugo, Orense, Pontevedra, Oviedo y León. Durante este periodo asistió a todas las operaciones militares del norte y colaboró frecuentemente como articulista en varios medios como el diario ABC, La Voz de Asturias o El Ideal Gallego. 
Con posterioridad y hasta el final de la contienda fue nombrado Delegado de Minas, con ámbito de actuación en la zona de influencia del citado Cuerpo de Ejército de Galicia, desde donde contribuyó a la normalización y vuelta a la actividad del sector minero, paralizado durante el período de guerra.   
A finales de octubre de 1939 formó parte de la comisión de expertos creada por el Gobierno, que incluyó a personalidades destacadas en el campo de la industria, la agricultura, la economía y todas las actividades relacionadas con el trabajo, para exponer opiniones y soluciones y redactar asimismo un informe para ser elevado al Gobierno. Fueron convocados entre otros Blas Pérez González, José María de Areilza, Demetrio Carceller Segura, Ramón Carande o el célebre jesuita José Agustín Pérez del Pulgar. La ponencia fue abordada con un criterio lo más amplio posible teniendo en cuenta que afectaba a varios departamentos ministeriales y las medidas propuestas estaban por tanto dirigidas por un criterio unitario de gobierno.
A principios de los años cuarenta reanudó el ejercicio de su profesión abriendo también despacho en Madrid, donde se instaló definitivamente y continuó desarrollando una exitosa carrera profesional en el ámbito principalmente de la jurisdicción contencioso-administrativa.

### Matrimonio
Contrajo matrimonio en 1944 con María de la Pureza Bermúdez de Castro y Sánchez Bálgoma, con la que tuvo sucesión. Fue tataranieta del militar y político gallego José María Bermúdez de Castro y Pardo. 

### Fallecimiento
Murió en Madrid el 30 de agosto de 1994.

### Condecoraciones
Fue condecorado con la Cruz Laureada colectiva, dos Cruces del Mérito Militar con distintivo rojo, la Cruz de Guerra y la Medalla de la Campaña (1936-1939).